# Marinho Boffa
Marinho Boffa (* 16. Januar 1960 in São Paulo) ist ein brasilianischer Pianist, Arrangeur und Komponist.

## Leben
Boffa begann im Alter von fünf Jahren Klavier zu spielen. Er studierte bei João Carlos Martins, Antonio Bezan und José Eduardo Martins und nahm Dirigierunterricht bei Diogo Pacheco. Gleichzeitig begann er, Harmonielehre und Improvisation bei Amílson Godoy und Klaviertechnik bei Zuleika R. Prado Bastos zu studieren und nahm in Rio de Janeiro Unterricht bei Luiz Eça. 1976 gründete er ein Sextett, mit dem er in drei aufeinander folgenden Jahren Preise bei vom Bundesstaat São Paulo geförderten Musikfestivals gewann.
Nach einem Aufenthalt in Japan 1981 begann er, als Arrangeur für RCA Victor in São Paulo zu arbeiten und gab Konzerte mit dem Bassisten Nico Assumpção. Daneben gründete er eine Jingles-Produktionsfirma, in der er Tracks für McDonald’s, Cigarros Galaxy, Leite B und andere Kunden kreierte. 1984 zog er nach Rio de Janeiro, wo er u. a. mit Marcio Montarroyos, Nivaldo Ornelas, Carlos Balla, Romero Lubambo, Mauro Senise und Ricardo Silveira auftrat. Mit Celso Pixinga, Heitor Pereira, Carlos Bala und anderen Instrumentalisten gründete er 1985 die Banda Retoque und begleitete Gonzaguinha bei seinen Shows in Brasilien und im Ausland.
1987 veröffentlichte Boffa die LP Marinho Boffa mit eigenen Arrangements und Kompositionen. Mit Antonio Adolfo, Raul Mascarenhas, Mauro Senise, Nico Assumpção und Ricardo Silveira nahm er fünfmal am Free Jazz Festival teil. Anfang der 1990er Jahre gehörte er neben Ivan Conti und Alex Malheiros dem Instrumentaltrio Azymuth an. 1993 gründete er das aus 36 Musikern bestehende Orquestra Brasileira Marinho Boffa. Für seine Mitarbeit an der CD Chico Buarque, Letra & Música wurde er 1996 für einen Sharp Award als bester Arrangeur das Jahres nominiert.
Im selben Jahr zog er nach Santiago de Chile, wo er zusammen mit Leny Andrade, Ivan Lins, James Moody und mehreren anderen Künstlern an vier Ausgaben des Projekts Encuentros Internacionales de Jazz de Radio Clasica teilnahm. Auf Einladung von Guillermo Rifo gab er am Instituto Profesional y Escuela Moderna de Música in Santiago einen Spezialisierungskurs in Improvisation und Harmonielehre für Musiklehrer. Er nahm mit Joe Vasconcellos am Festival Internacional da Canção de Viña del Mar und gab mit ihm eine Reihe von 50 Konzerten in Chile, Argentinien, Uruguay, Kolumbien und der Dominikanischen Republik. Außerdem produzierte und moderierte er die Radiosendung „Esto es Brasil“, in der u. a. Gaudêncio Thiago de Mello, Francisco Wefor, Ivan Lins, João Bosco und Fernando Henrique Cardoso auftraten.
Nach seiner Rückkehr nach São Paulo 2001 arbeitete er bis 2005 für den Soundtrack- und Jingles-Produzenten Sam Studio. 2003 trat er mit dem Orquestra Jazz Sinfônica im Memorial da América Latina auf und unterrichtete auf Einladung von Antonio Carlos Campos Neves beim Festival de Inverno de Campos do Jordão. 2005 veröffentlichte er das Buch Harmonia & Improvisação – O Modo Maior, 2007 die CD Paulistano mit eigenen Kompositionen.

## Diskographie
- Robertinho Silva: Robertinho Silva, 1984
- Olívia Byington: Música, 1984
- Hélio Delmiro: Chama, 1984
- Marinho Boffa, 1987
- Mauro Senise: Jade, 1989
- Marinho Boffa, Idriss Boudrioua, Nico Assumpção, Paulo Bellinati, Paulo Braga, Paulo Russo: 30 Anos da Bossa Nova, 1989
- Paulinho Trompete: Um Sopro de Brasil I, 1990
- Azymuth: Azymuth, 1990
- Azymuth: Volta à Class, 1991
- João Bosco: Zona de Fronteira, 1991
- Jürgen Seefelder: Volta à turma, 1991
- Bruce Henry: Bruce Henry, 1991
- div.: Songbook Tom Jobim, 1995
- Marinho Boffa, Paulo Russo, Ivan Conti: Afinidade, 1995
- Paulinho Trompete: Um Sopro de Brasil II, 1996
- João Nogueira, Marinho Boffa: Chico Buarque, Letra & Música, 1996
- Joe Vasconcellos: Vivo, 2000
- Christian Galves: Christian Galves, 2000
- div.: Luiz Eça – Reencontro, 2002
- div.: Ciranda Brasileira, 2002
- Mario Boffa Jr. – Trio e Orquestra, 2003
- Paulistano, 2007